# Bourg (Haute-Marne)
Bourg ist eine französische Gemeinde mit 169 Einwohnern (Stand 1. Januar 2022) im Département Haute-Marne in der Region Grand Est. Sie gehört zum Arrondissement Langres und zum Kanton Villegusien-le-Lac. 

## Lage
Die Gemeinde Bourg liegt neun Kilometer südlich von Langres an der Fernstraße von Langres nach Dijon. Sie ist umgeben von folgenden Nachbargemeinden:
| Noidant-le-Rocheux | Saints-Geosmes                              | Saints-Geosmes mit Balesmes-sur-Marne |
| Brennes            | Kompassrose, die auf Nachbargemeinden zeigt | Noidant-Chatenoy, Cohons              |
| Orcevaux           | Verseilles-le-Haut, Longeau-Percey          |                                       |

## Bevölkerungsentwicklung
| Jahr                       | 1962 | 1968 | 1975 | 1982 | 1990 | 1999 | 2008 | 2018 |
| -------------------------- | ---- | ---- | ---- | ---- | ---- | ---- | ---- | ---- |
| Einwohner                  | 114  | 115  | 112  | 139  | 165  | 151  | 148  | 158  |
| Quellen: Cassini und INSEE |      |      |      |      |      |      |      |      |